# اسپارت (اصفهان)
اسپارت (اصفهان)، روستایی از توابع بخش مرکزی شهرستان اصفهان در استان اصفهان ایران است.
این روستا در مسیر جاده اصفهان ورزنه واقع شده است.

## جمعیت
این روستا در دهستان براآن شمالی قرار دارد و براساس سرشماری مرکز آمار ایران در سال ۱۳۸۵، جمعیت آن ۵۸۶ نفر (۱۵۸خانوار) بوده است.